# ماري جورج بوفيه
ماري جورج بوفيه (بالفرنسية: Marie-George Buffet) (و. 1949 – م) هي سياسية من فرنسا .
وهي عضوة في الحزب الشيوعي الفرنسي .

## روابط خارجية
- ماري جورج بوفيه على موقع مونزينجر (الألمانية)